# Myrat Ýagşyýew
Myrat Ýagşyýew (Türkmenabat, 12 de janeiro de 1992) é um jogador de futebol do Turquemenistão que atua pela equipe do Altyn Asyr,[carece de fontes?] clube da cidade de Ashgabat e que disputa a primeira divisão do Campeonato Turcomeno de Futebol. Foi campeão do Campeonato Turcomeno de 2017 pelo Altyn Asyr.

## Carreira em clubes
Ele começou sua carreira no FC Bagtyyarlyk-Lebap na cidade turcomena de Türkmenabat.
Em 2014, ele começou sua carreira no futebol profissional assinando um contrato com o Turan FK. No entanto, na terceira rodada da Ýokary Liga[carece de fontes?] ele se mudou para Balkan FK. Na temporada de 2015 tornou-se o artilheiro da Liga dos Campeões (31 gols) e o medalhista de prata do campeonato.
Desde 2016 joga pelo FK Altyn Asyr. Foi campeão em 2017.

## Carreira internacional
Ýagşyýew estreou em sua seleção nacional em 26 de março de 2017 contra o Taipei chinês, chegando à substituição aos 72 minutos.

## Título

### Ýokary Liga
- Campeão das edições de 2016 e 2017.[5]